# Лешница (Брестская область)
Лешница (бел. Ле́шніца) ― деревня в Малоритском районе Брестской области Беларуси. Входит в состав Великоритского сельсовета.

## География
Пролегает трасса Р-17.
Ближайшие населённые пункты Великорита, Печки, Пожежин и др.

### Гидрография

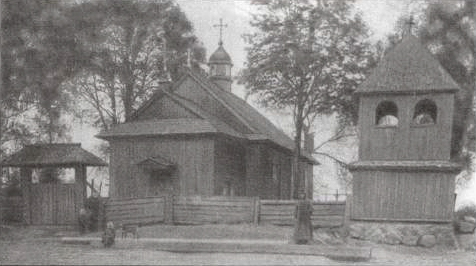
Церковь

Река Пожежинка.

## История
В 1905 году в Великорытской волости Брестского уезда Гродненской губернии.

## Население

### Численность
- 2019 год ― 24 жителей

### Динамика
- 1999 год — 50 жителей (перепись населения)
- 2009 год — 33 жителей (перепись населения)[2]
- 2019 год ― 24 жителей (перепись населения)

## Достопримечательность

### Утраченное наследие
- Церковь